# سعد خمیس
سعد خمیس (انگلیسی: Sa'd Khamis؛ زادهٔ ۱۵ فوریهٔ ۱۹۹۵) بازیکن فوتبال اهل امارات متحده عربی است.